# (3657) Ермолова
(3657) Ермолова (лат. Ermolova) — типичный астероид главного пояса, открыт 26 сентября 1978 года советским астрономом Людмилой Журавлёвой в Крымской астрофизической обсерватории и 4 июня 1993 года назван в честь русской актрисы Марии Ермоловой.

## Обнаружение и именование
(3657) Ермолова
Открыт 26 сентября 1978 года в Научном Л. В. Журавлёвой.
Назван в память о выдающейся русской актрисе Марии Николаевне Ермоловой (1853—1928).
Оригинальный текст (англ.)3657 Ermolova
Discovered 1978-09-26 by Zhuravleva, L. at Nauchnyj.
Named in memory of Maria Nikolaevna Ermolova (1853—1928), outstanding Russian actress.
Источники: DISCOVERY.DB; M.P.C. 22246.

## Орбита

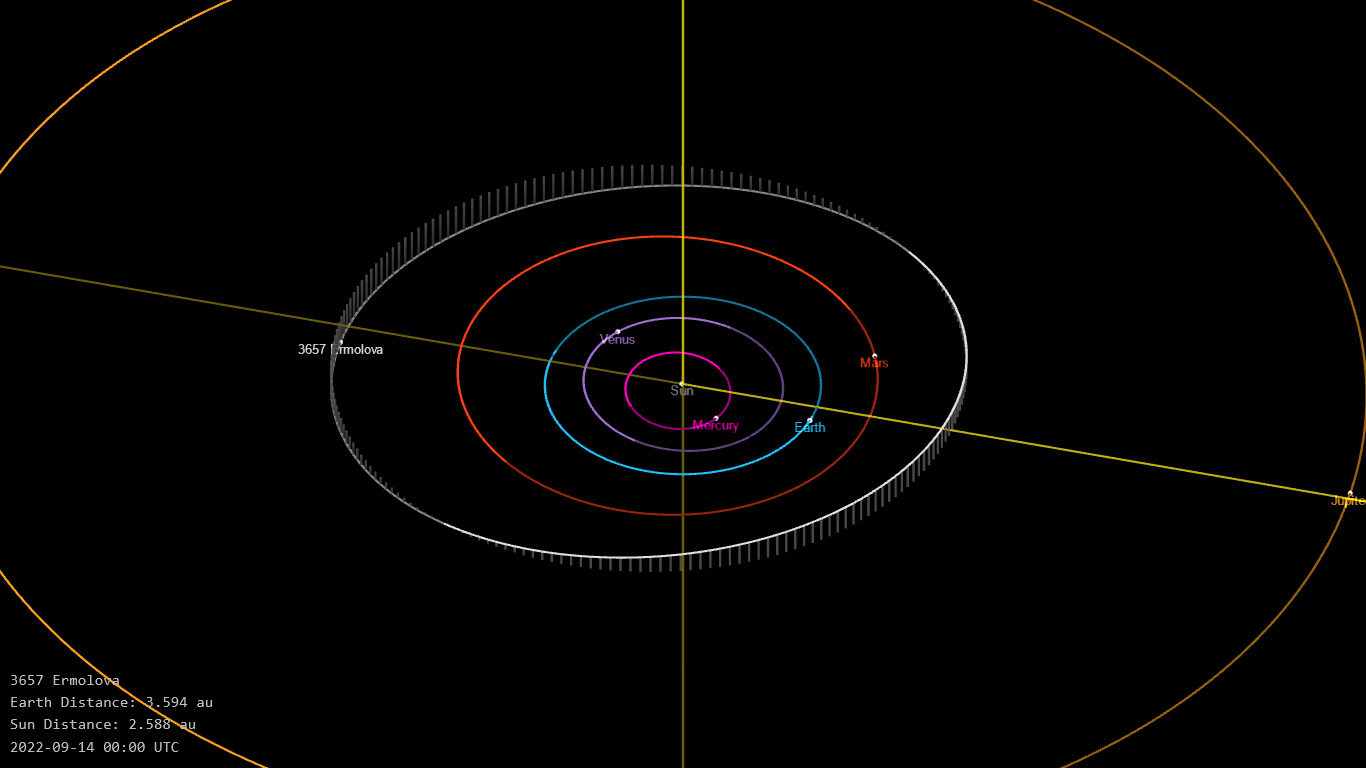
Орбита астероида Ермолова и его положение в Солнечной системе

## Физические характеристики
Астероид относится к таксономическому классу V.
По результатам наблюдений в инфракрасном диапазоне спутника Akari и наблюдений в видимом и ближнем инфракрасном диапазоне космического телескопа NEOWISE диаметр астероида сначала оценивался равным 5,80±0,68 км, позже — 6,65±0,66 км и 6,655±0,661 км. Согласно тем же источникам альбедо оценивается как 0,436±0,104 и 0,543±0,171.